# Goliath Jagdwagen Typ 34

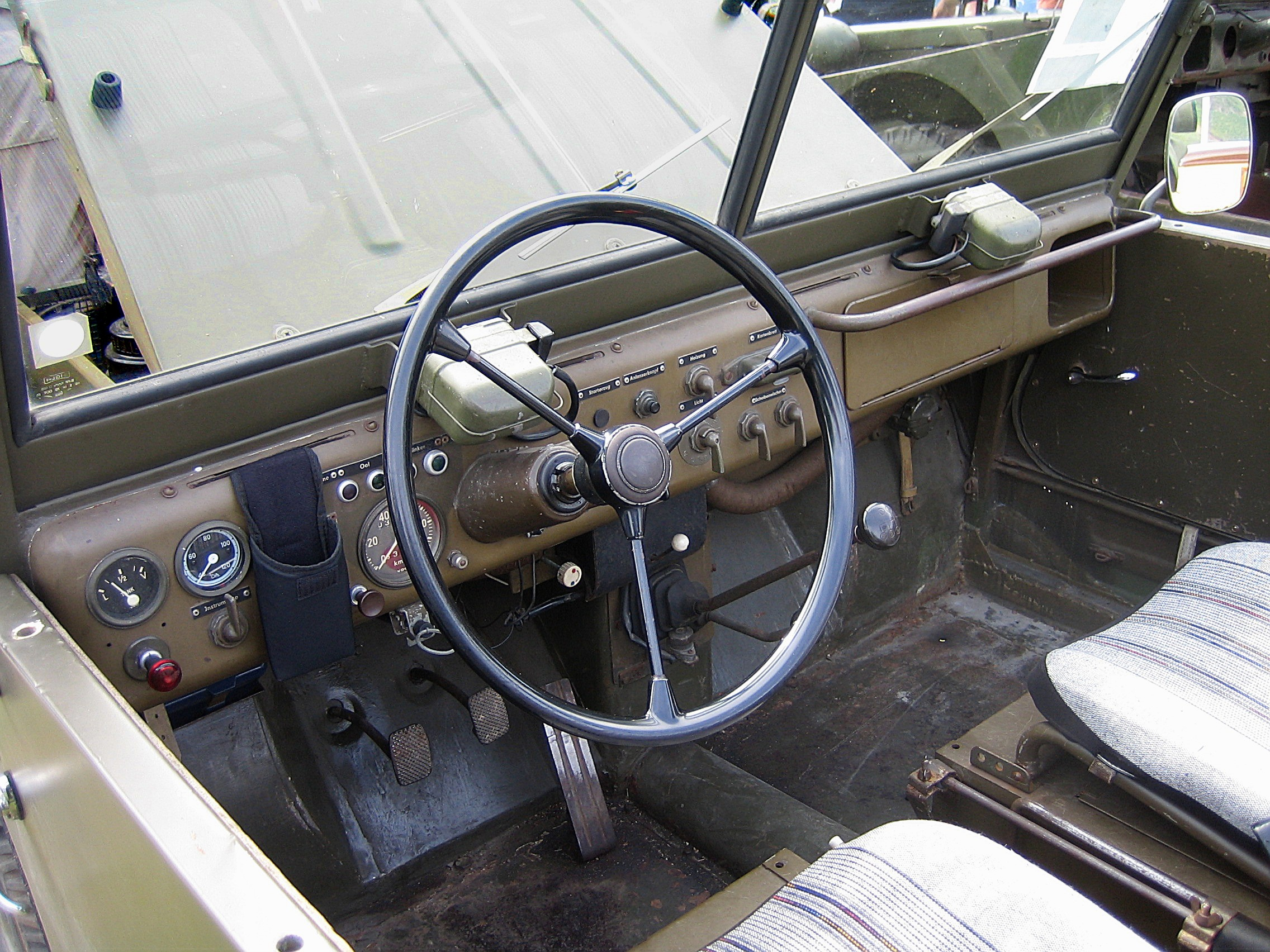
Innenraum des Jagdwagens

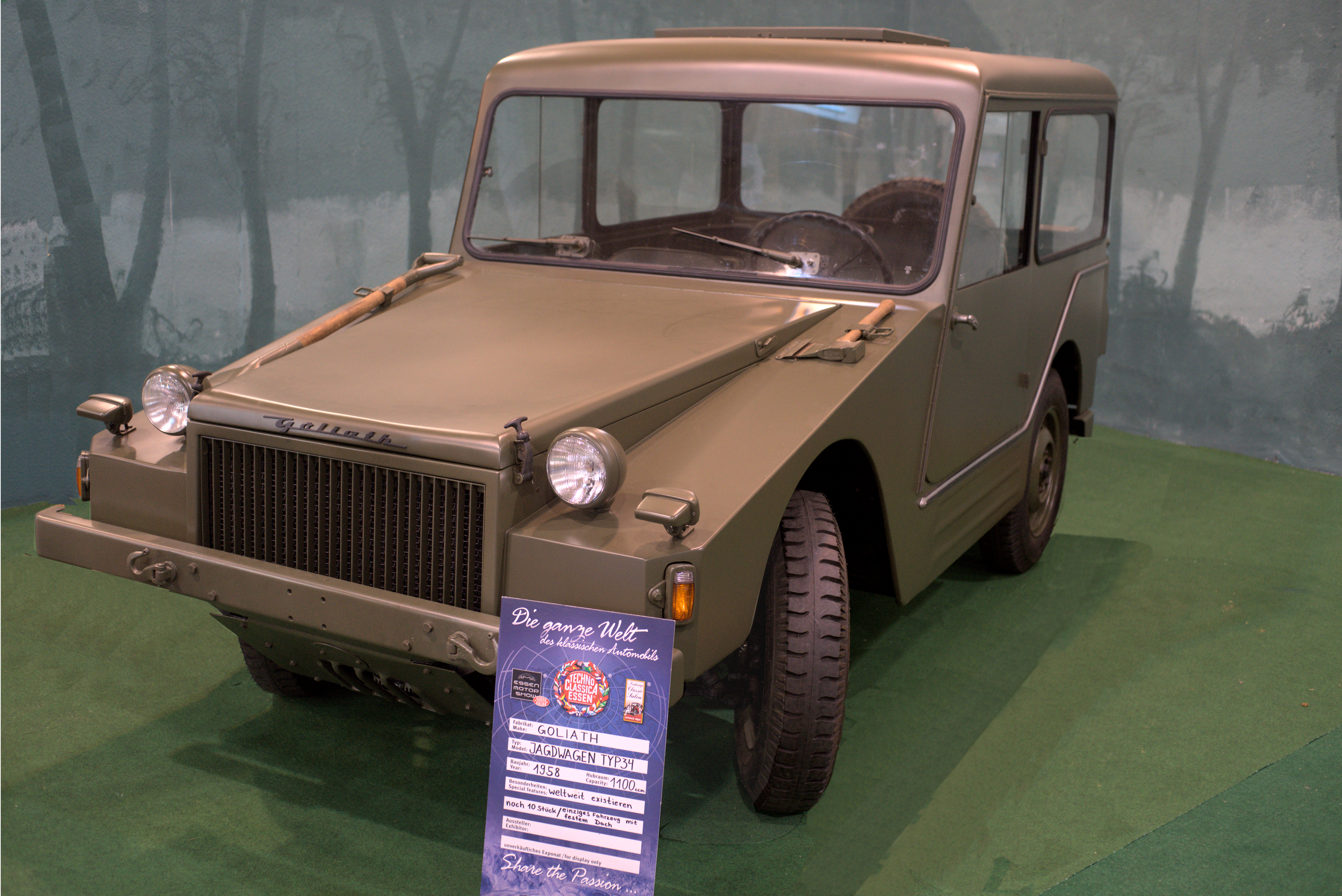
Goliath Jagdwagen Typ 34 (Einzelexemplar mit geschlossener Fahrgastzelle)

Der Goliath Jagdwagen Typ 34 bzw. LKW 0,25 t gl (4 × 4) Goliath Typ 34 ist ein Geländewagen, den Goliath 1957 als Nachfolgemodell des für die Bundeswehr entwickelten Prototyps Goliath Typ 31 baute.

## Beschreibung
Der Typ 31 hatte den Ausschreibungswettbewerb nicht bestanden, weil er als technisch unausgereift befunden wurde, nachdem viele Mängel in den Erprobungsphasen festgestellt worden waren. Getriebe, Antrieb und vor allem der bei Goliath übliche Zweitakt-Einspritzmotor galten als störanfällig.
Deshalb besserte Goliath beim Typ 34 erheblich nach. Der Typ 34 erhielt einen wassergekühlten Vierzylinder-Viertakt-Boxermotor aus Aluminium, mit dem das Fahrzeug eine Höchstgeschwindigkeit von knapp 100 km/h erreichte. Das Getriebe hatte vier Gänge und Vorgelege. Geschaltet wurde mit einem Mittelschalthebel.
Die Karosserie des Wagens unterschied sich nur unwesentlich vom Typ 31, war aber mit dem veränderten Antriebsaggregat zehn Zentimeter länger als der Vorgänger und hatte nun drei statt zwei Sicken an den Flanken. Die Zuladung des Fahrzeugs betrug ungefähr 590 Kilogramm. Der Wagen hatte Allradantrieb mit abschaltbarer Hinterachse.
Der inzwischen erheblich verbesserte Typ 34 mit Viertaktmotor wurde in einer Karosserievariante mit 2000 mm Radstand im April 1958 der Bundeswehr zu Erprobungszwecken zur Verfügung gestellt. Bereits nach 600 km musste der Wagen wegen eines Motorschadens stillgelegt werden; eine Ventilfeder war gebrochen. Das Fahrzeug mit der Fahrgestellnummer 34.0100 01 hatte außerdem am 10. Mai 1958 einen Unfall in der Erprobungsphase und musste beim Herstellerwerk instand gesetzt werden. Danach wurde der Test nicht fortgeführt.
Die insgesamt für die Bundeswehr beschafften 50 Goliath Geländewagen blieben bis zur Aussonderung bei der Truppe.
Nach den technischen Änderungen hätte der Typ 34 im Ausschreibungswettbewerb gute Chancen gehabt, kam aber zu spät, denn die Bundeswehr hatte sich bereits für den Kauf des DKW Munga von der Auto Union GmbH entschieden. Insgesamt baute Goliath etwa 95 Jagdwagen, darunter 30 Stück vom Typ 31 und  65 Stück vom Typ 34.

## Produktionszahlen
Gesamtproduktion 95 Fahrzeuge von 1956 bis 1960
| Jahr | 1956 | 1957 | 1958 | 1959 | 1960 | Summe |
| ---- | ---- | ---- | ---- | ---- | ---- | ----- |
|      | 15   | 20   | 52   | 7    | 1    | 95    |

| Motordaten      | Motordaten                 |
| --------------- | -------------------------- |
| Hubraum         | 1093 cm³                   |
| Bohrung         | 74 mm                      |
| Hub             | 64 mm                      |
| Leistung        | 37 kW / 50 PS bei 5000/min |
| Max. Drehmoment | 79 Nm bei 4000/min         |
| Vergaser        | Zenith 32 NDIX Gelände     |
| Bordspannung    | 24 Volt                    |
| Lichtmaschine   | 600 Watt                   |